# دیو واسون
دیوید جروم واسون (زاده ۱۱ سپتامبر ۱۹۶۸) یک انیمیشن‌ساز، هنرمند استوری‌برد، کارگردان، تهیه‌کننده، نویسنده و صداپیشه آمریکایی است که معمولاً با کارتون نت‌ورک کار می‌کند. او از مؤسسه هنرهای کالیفرنیا با BFA فارغ‌التحصیل شد. و کارگردانی و نویسندگی سریال کوتاه میکی موس. مدیر ناظر ساخت استار علیه نیروهای شیطان، و تهیه‌کننده و کارگردان سریال The Buzz on Maggie بود. واسون در حال حاضر توسعه دهنده و تهیه‌کننده اجرایی کارتون فنجونی شو! برای نتفلیکس است.